# Basel

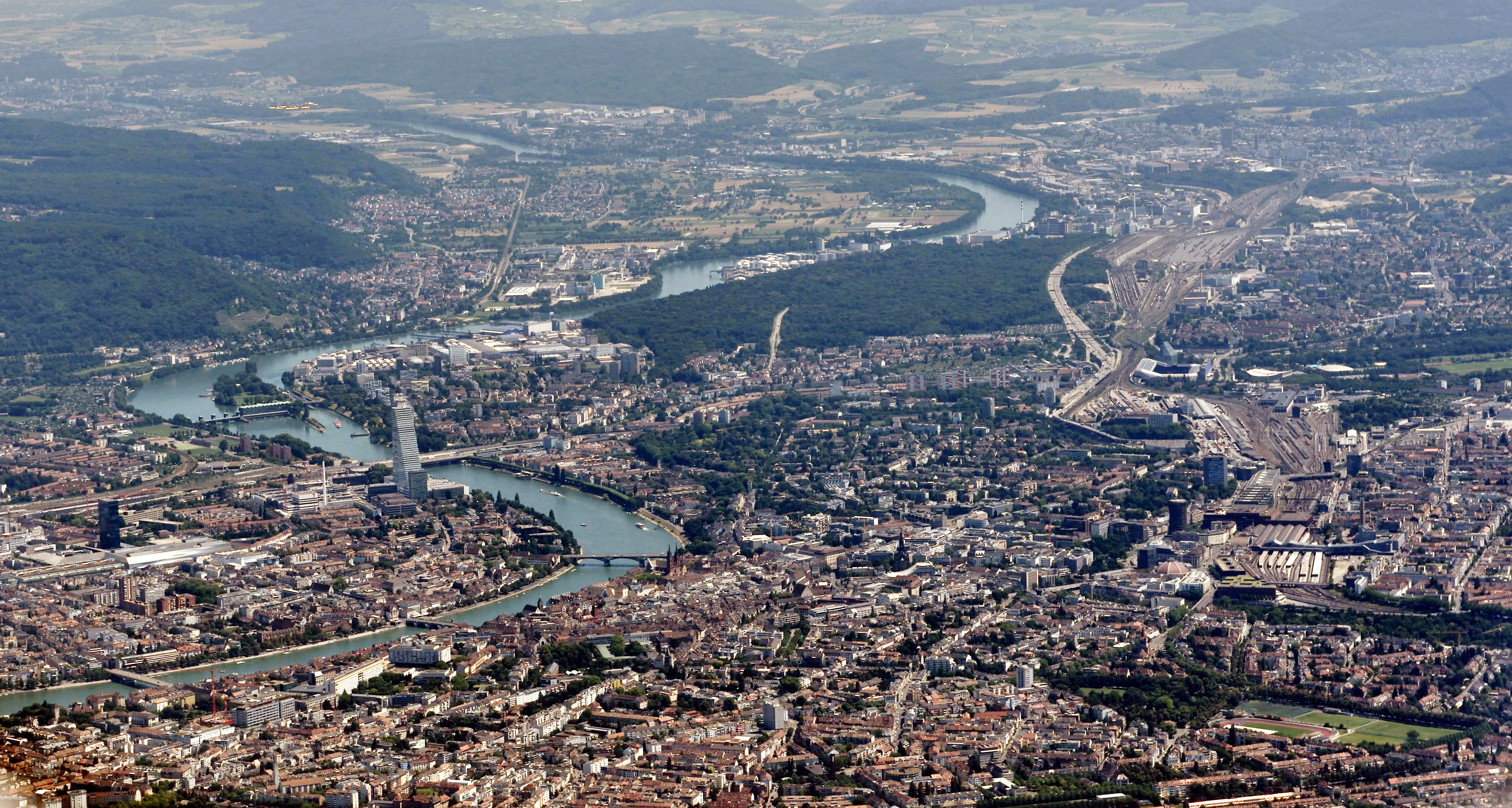
Vy över Basel år 2015.

Basel (franska: Bâle, italienska: Basilea) är en stad och kommun i kantonen Basel-Stadt i Schweiz, vid gränsen till Frankrike och Tyskland. Basel är Schweiz tredje största stad med 176 329 invånare (2023), tillika administrativ huvudort för kantonen Basel-Stadt. Huvudnäringen är kemisk industri, men staden är även känd för mellanstatligt samarbete i finanssektorn.
Staden Basel är Schweiz näst största ekonomiska centrum efter staden Zürich och har den högsta BNP per capita i landet, före kantonerna Zug och Genève. När det gäller värde är över 94% av Basel Citys export av varor inom den kemiska och farmaceutiska sektorn. Med produktionsanläggningar i den angränsande Schweizerhalle står Basel för 20% av den schweiziska exporten och genererar en tredjedel av den nationella produkten.
Staden är känd för sina många internationellt kända museer, från Kunstmuseum, den första konstsamlingen som är tillgänglig för allmänheten i Europa (1661) och det största konstmuseet i hela Schweiz till Fondation Beyeler (beläget i Riehen) ). Universitetet i Basel, Schweiz äldsta universitet (grundat 1460), och stadens århundraden långa engagemang för humanism, har gjort Basel till en säker fristad i tider av politisk oro i andra delar av Europa för sådana anmärkningsvärda människor som Erasmus från Rotterdam, Holbein-familjen, Friedrich Nietzsche och på 1900-talet också Hermann Hesse och Karl Jaspers.
År 2019 rankades Basel bland de tio städer i världen med högst livskvalitet av Mercer, tillsammans med Zürich och Genève.

## Geografi

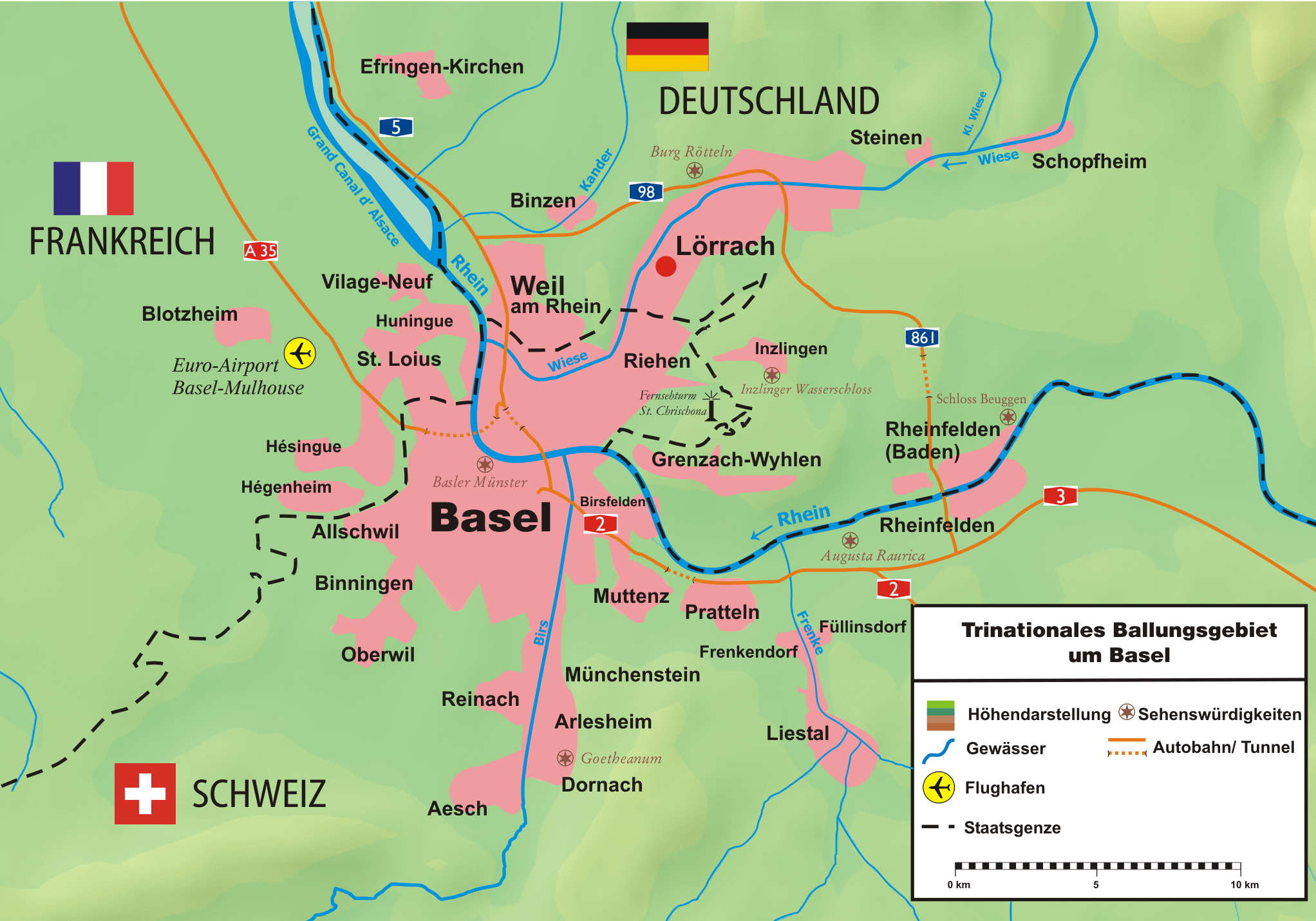
Stadsregionen.

Basels centrum ligger där den lilla floden Birsig mynnar i Rhen. I närheten mynnar även de större floderna Birs och Wiese. Staden omges av bergskedjorna  Jura, Schwarzwald och, på avstånd, Vogeserna. Här växlar Rhens huvudriktning från väst till nord.
Staden gränsar till Frankrike och Tyskland och har växt ihop med sina schweiziska grannkommuner Riehen, Birsfelden, Muttenz, Münchenstein, Reinach, Bottmingen, Binningen och Allschwil.
Storstadsområdet har på den schweiziska sidan cirka en halv miljon invånare. Den sammanhängande bebyggelsen sträcker sig över gränsen till tyska Lörrach och Weil am Rhein samt till det franska området runt Saint-Louis, med tillsammans ytterligare cirka 170 000 invånare.

## Historia
- Runt år 44 f.Kr. grundade den keltiska stammen Raurikerna det befästa oppidiet Colonia Raurica på den nuvarande Münsterkullen.
- I slutet av 100-talet e.Kr. byggde romarna en borg som omslöt cirka 6 hektar av Münsterkullens topp. Borgens funktion bör ha varit att säkra en Rhenövergång. Ortnamnet Basilea är känt sedan år 374.
- Under folkvandringstiden bosatte sig allemanner på Rhens högra strand och antagligen franker på den västra. Borgen var inte stadigt bebodd. Under första hälften av 600-talet omnämns en biskop av Augst och Basel. Vid denna tid präglades också mynt med stadens namn.[7]
- Efter Frankerrikets delning kom Basel till Burgund och blev en gränsstad mot Schwaben. År 917 förstörde ungrarna staden.[8] Från 900-talet tilltog handeln och hantverket växte.
- År 1032 inordnades Basel i Tysk-romerska riket. Köpmän från Basel omnämns 1075 vid Bodensjön och på 1200-talet i Genua och i Marseille. Staden styrdes av en furstbiskop men fick småningom självstyrelse. Den första bron över Rhen, Mittlere Brücke, antas ha byggts på biskopligt initiativ senast år 1244.[9] År 1300 hade staden 6 000 invånare.
- Vid en jordbävning år 1356 brann en mängd trähus upp. Återuppbyggnaden gick fort och 1398 hade hela staden omgärdats med murar. År 1392 köptes Klein-Basel på Rhens högra strand.
- Runt 1450 övertog skråna (Zunft) makten i staden. Under de följande decennierna förvärvades rättigheter till det senare kantonsområdet. 1501 upptogs staden i schweiziska edsförbundet.[10]

Genom grundandet av universitetet omkring 1460 blev Basel ett kulturellt centrum, flera tryckerier anlades även i staden. Kulturpersonligheter som Erasmus av Rotterdam och Hans Holbein den yngre verkade här. 1529 anslöt sig Basel till reformationen och blev senare reformert. Många religionsflyktingar kom till staden och med tiden utbildades en aristokrati av köpmän och förmögna hantverkare (Merian, Burckhardt, Hoffmann etc.). Sidenbandtillverkningen, som var ett av de få hantverk som fick utvecklas utanför skråväsendet, växte, men 1815 var befolkningen endast 16 674 personer.
1795 slöts Freden i Basel i staden.
Vid det gamla edsförbundets störtande 1798 deltog Basel genom sin "Oberzunftmeister" Peter Ochs, vilken hjälpte det franska direktoriet att planlägga Schweiz förvandling till republik och skapade en schweizisk enhetsförfattning. Genom meditationsakterna fick kantonen Basel 1803 tillbaka sin självständighet och en representativ-demokratisk författning. Ett patriciat, der Daig, av gamla överskiktsfamiljer återtog makten efter napoleonkrigen 1814, vilket ledde till uppror på landsbygden och slutligen 1831-1832 till ett blodigt inbördeskrig. Detta slutade med att Basel delades 1833 i kantonerna Basel-Stadt och Basel-Land. Baselland blev utgångspunkten för en demokratisk rörelse för direktdemokrati. En författning med bestämmelser i den riktningen antogs 1863. En författningsreform antogs 1889 varigenom regeringen och ständerrådet kom att väljas av folket.
Under 1800-talet började även sidenbandtillverkningen industrialiseras.
- Runt år 1900 hade staden växt till 112 277 invånare.
- Redan år 1859 började Alexander Clavel producera anilinfärgämnen. Först under 1900-talet blev den kemiska industrin stadens mest betydande näring, medan sidenbandtillverkningen försvann.

## Stadsbild

### Grossbasel

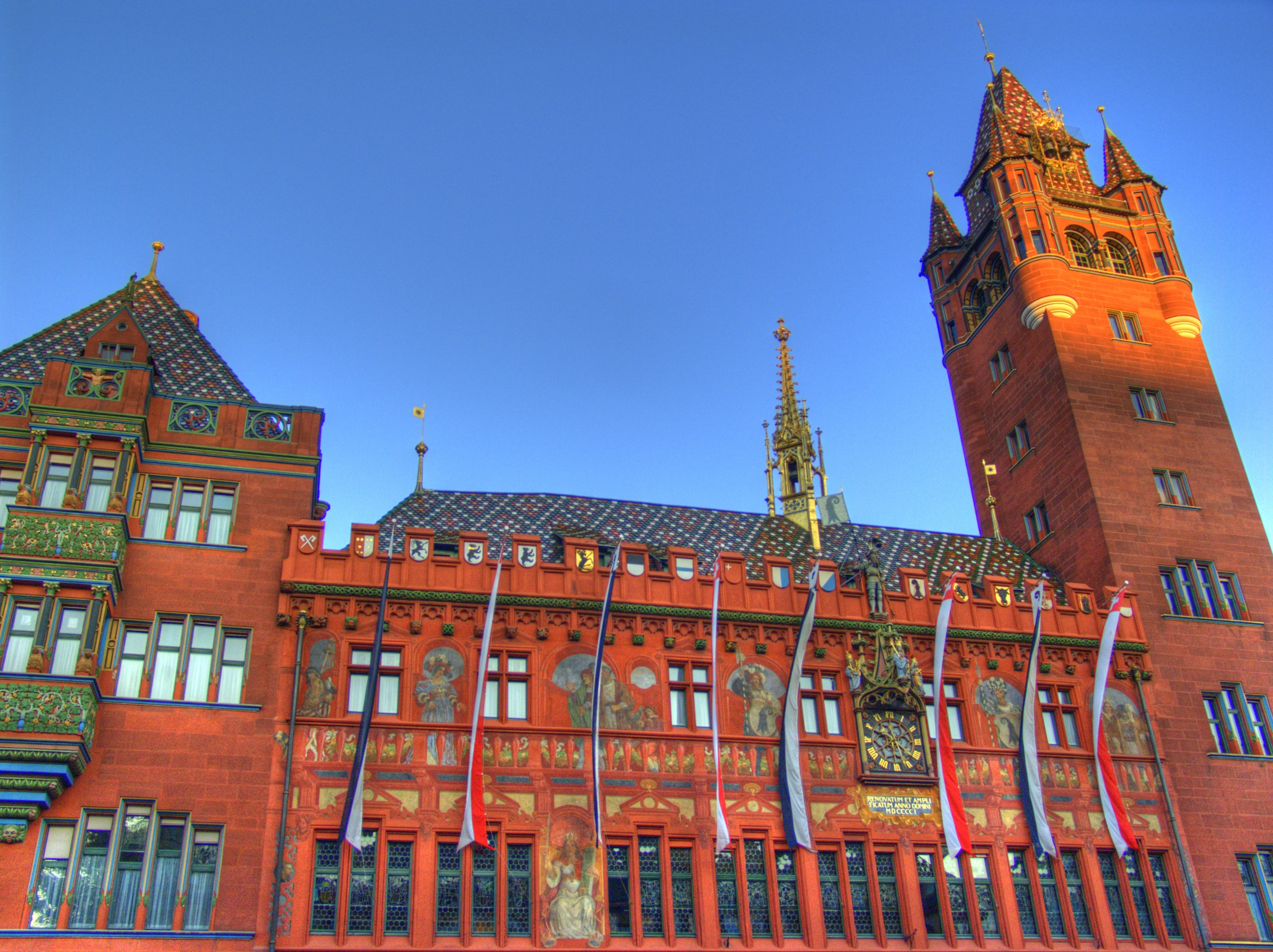
Rådhuset från 1500-talet, Marktplatz

De flesta affärer och kulturinstitutioner finns i Gross-Basel ("Storbasel") på Rhens vänstra sida. Här står Katedralen (Münster) högst upp på en kulle. Müntern uppfördes i röd sandsten på 1100-talet men är senare ombyggd i senromansk tid och restaurerad under gotiken.  I dalen mellan Münsterkullen och Spalen ligger stadens centrala del runt Barfüsserplatz och Marktplatz. Birsig är överbyggd i stadscentrum.
Stadens rådhus härstammar från 1500-talet. Stadens museum har etnografiska samlingar och ett tavelgalleri med målningar av Hans Holbein den yngre och Arnold Böcklin.

### Kleinbasel
Området på Rhens högra sida, kallat Kleinbasel ("Lillbasel"), är ganska flackt. Den äldsta bron över Rhen är Mittlere Brücke som i Kleinbasel övergår i affärsgatan Clarastrasse. En dominerande byggnad är höghuset Messeturm vid mässhallarna.

## Kommunikationer
Basel har motorväg till Zürich, Luzern, Freiburg im Breisgau och Alsace.
Centralstationen, Basel SBB, är en knutpunkt för schweiziska, tyska och franska fjärr- och lokaltåg, inklusive TGV och ICE. SNCF har en egen sektion i centralstationen, som betecknas Bâle SNCF. Deutsche Bahn har även en järnvägsstation i Klein-Basel, Basel Badischer Bahnhof (Basel Bad Bf), som är tyskt tullområde.
Basel-Mulhouse-Freiburg flygplats är nummer 70 i Europa, med mer än 5 miljoner passagerare. Den ligger i Frankrike, men en transitväg från Basel gör att man inte måste genomgå fransk tull- och passkontroll. Det finns busslinje till Basel SBB. 
Basler Verkehrsbetriebe (BVB) bedriver lokaltrafik med spårväg och buss. De regionala pendeltågen har linjer in i Frankrike och Tyskland.

## Samhälle, politik och förvaltning

Panorama över Basel.

### Stadspolitik
Patricierfamiljernas inflytande har minskat gradvis sedan slutet av 1800-talet, men de syns än idag som sponsorer och finansmän.
Basels politik domineras sedan många år av liberaler och socialdemokrater. Stadsförvaltningen ingår i förvaltningen för kantonen Basel-Stadt.

### Regionala frågor
Regional planering och kostnadsfördelning försvåras genom stats- och kantonsgränser. Som motvikt behandlar flera gränsöverskridande samarbetsorgan grannskapsfrågor längs övre Rhen, exempelvis den tysk-fransk-schweiziska regeringskommissionen och kongressen för övre Rhen.

### Stadens vapen
Bilden i stadens vapen kallas Baselstav (ty:Baselstab). Den syns på mynt från 1200-talet som Basels stifts symbol. Till skillnad från en vanlig biskopsstav har baselstaven tre tvärbalkar och breder ut sig nedtill i tre spetsar. Stiftets baselstav är röd. Den svarta staven som symbol för staden är känd sedan tidigt 1400-tal

## Näringar

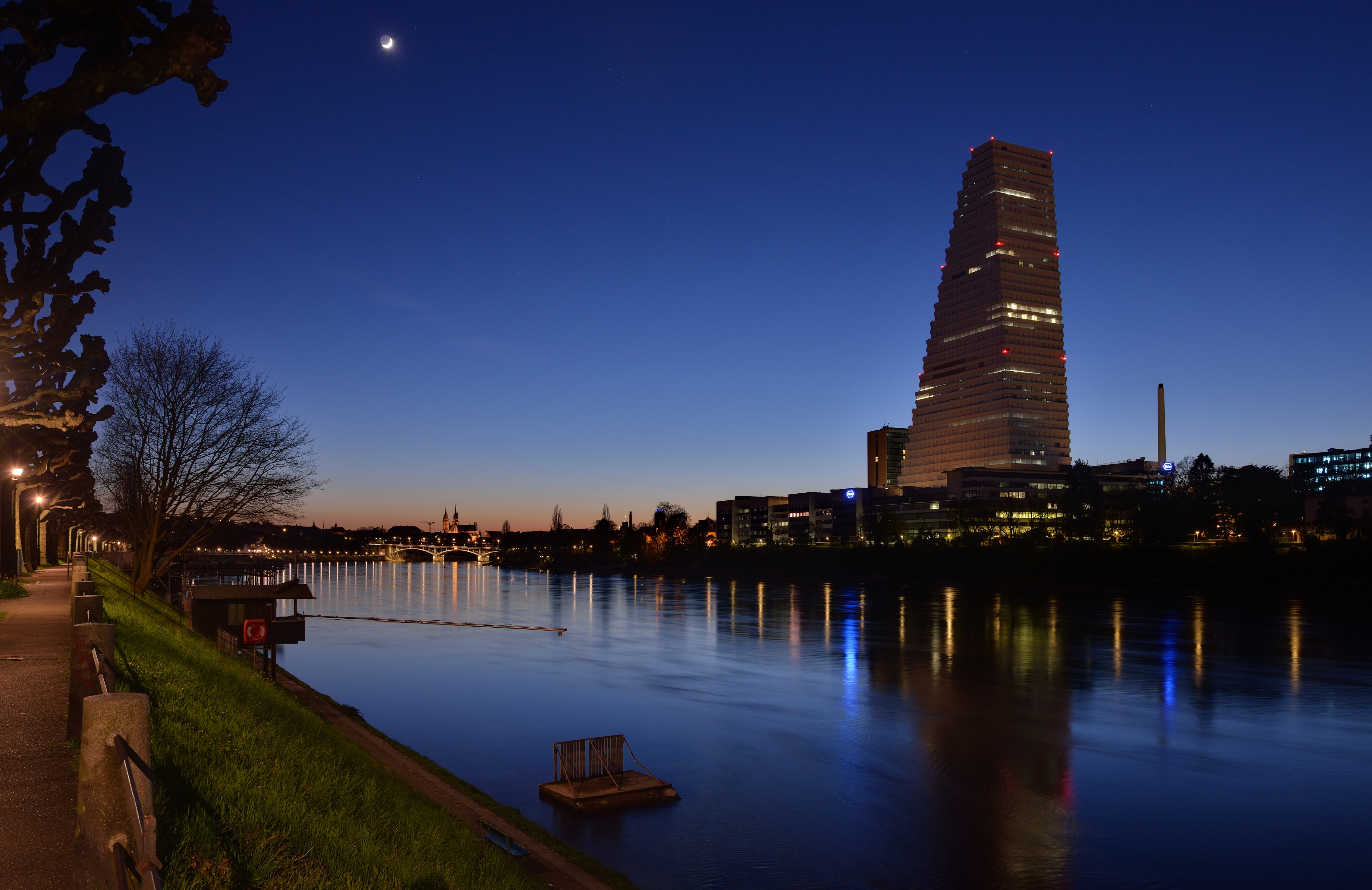
Roche Tower, den högsta byggnaden i Schweiz.

### Kemisk industri
Basel är centrum för Schweiz kemiska industri. Här finns läkemedelsföretagen Hoffmann-La Roche, Novartis och Lonza Group specialkemikalietillverkare som Clariant och BASF, liksom Syngenta, vars produkter huvudsakligen används inom lantbruket.

### Transport och handel
Rhen är segelbar och i Kleinhüningen finns en hamnanläggning för containrar, metaller och drivmedel. Tillsammans med hamnarna i Muttenz och Birsfelden hanteras 6 miljoner ton gods årligen. 11% av Schweiz import går genom hamnarna. Schweiz statliga skeppsregister administreras i Basel. Det finns även lokal persontrafik på Rhen.

Gränsläget och de mångsidiga kommunikationerna gör transport-, logistik- och handelsföretag som schweiziska Posten, Panalpina och schweiziska Coop till viktiga arbetsgivare. 

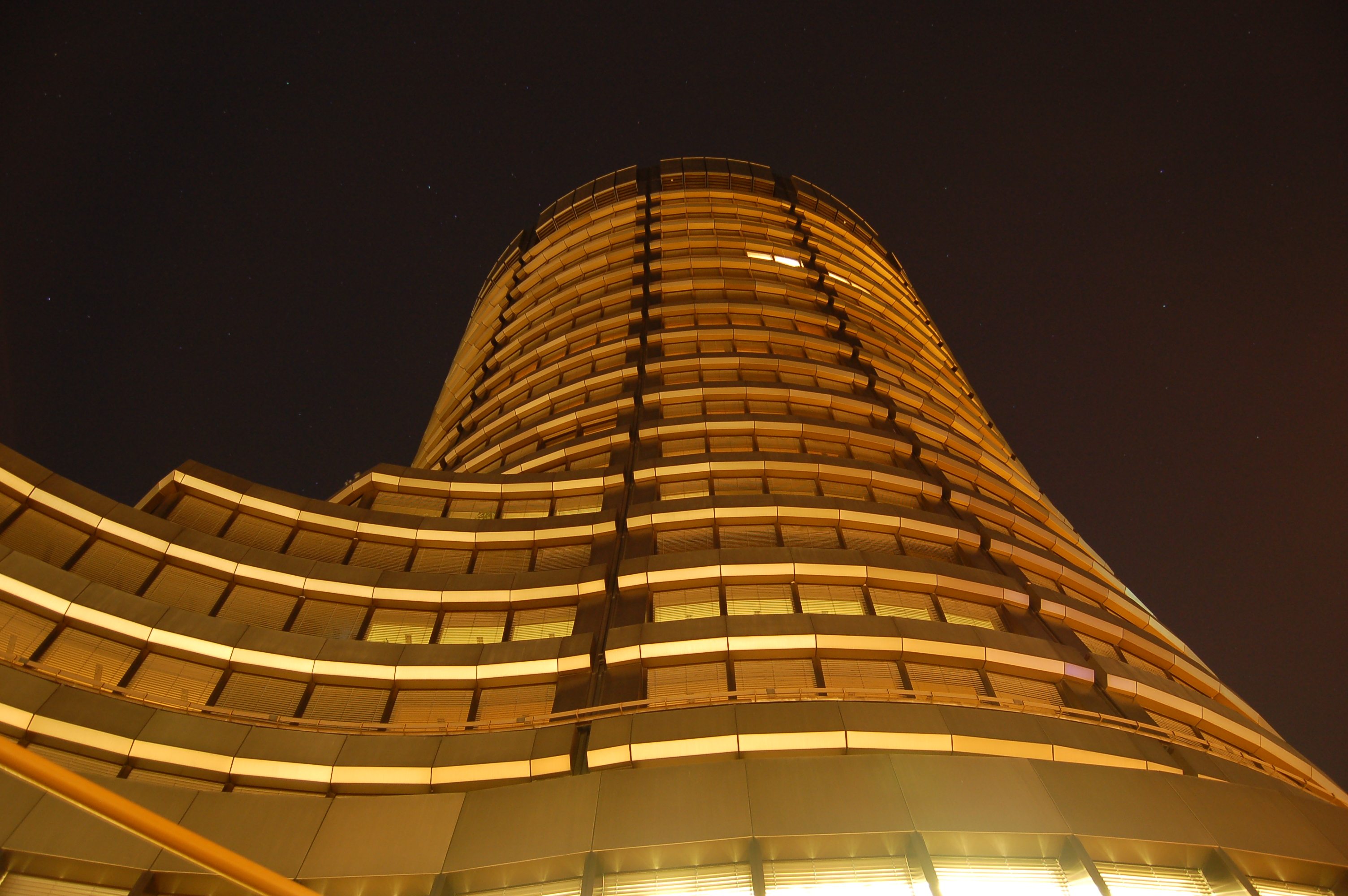
Bank for International Settlements huvudbyggnad.

Messe Basel har flera internationella mässor och är den viktigaste mässplatsen i Schweiz.

### Finanssektorn
Finanssektorn domineras av UBS liksom medelstora banker (J. Safra Sarasin, Bank Coop) och försäkringsbolag (Bâloise, Pax).

### Internationella organ
I staden har Bank for International Settlements (BIS, ty:BIZ) - samarbetsorgan och bank för världens centralbanker - sitt huvudkontor. Här har också Basel Committee on Banking Supervision (BCBS) som utformat direktiven Basel II och Basel III sitt sekretariat.

### Universitet
Basels universitet, som grundades år 1460, är Schweiz äldsta högskola med nu 11 000 studerande. Man profilerar sig inom kulturvetenskap och "Life Science", alltså medicin, veterinärmedicin och biologi. Sedan 1968 finns en delad professur för nordisk filologi.

## Demografi
Kommunen Basel har 176 329 invånare (2023).
|  | Tyska (78,2 %) |

|  | Franska (2,6 %) |

|  | Italienska (5,6 %) |

|  | Rätoromanska (0,1 %) |

|  | Övriga (13,5 %) |

|  | Tyska (78,5 %) |

|  | Franska (2,2 %) |

|  | Italienska (3,5 %) |

|  | Rätoromanska (0,2 %) |

|  | Övriga (15,7 %) |

Uppgifterna från 2000 är baserade på en folkräkning.
Uppgifterna från 2014 är baserade på fem på varandra följande årliga strukturundersökningar. Resultaten extrapoleras. De bör tolkas med försiktighet i kommuner med mindre än 3 000 invånare.

## Kultur

### Konst

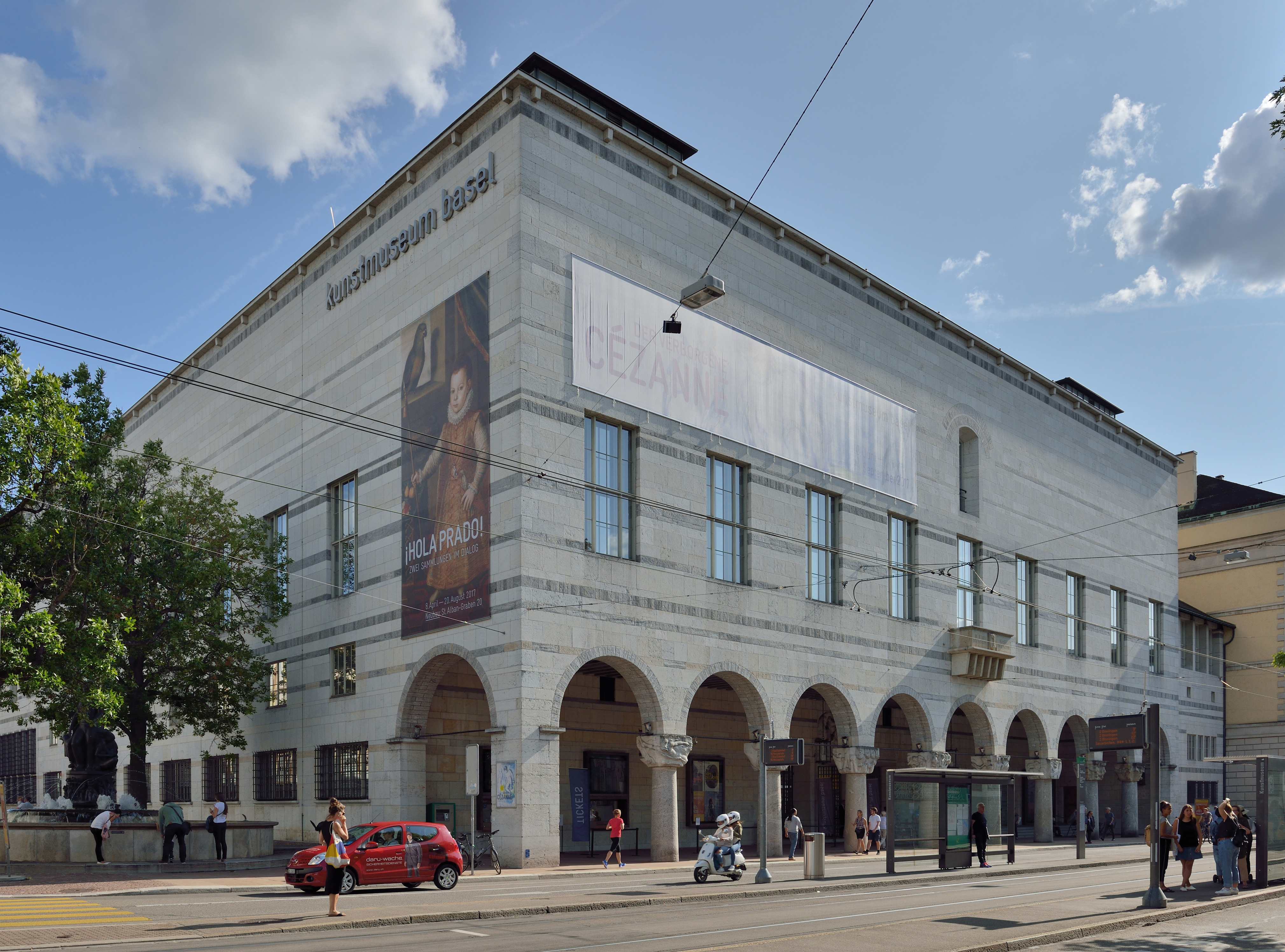
Kunstmuseum Basel, det första konstmuseet i Europa, som var tillgängligt för allmänheten

Det finns flera betydande museer för konst, arkitektur och design, till exempel Kunstmuseum Basel, Museum Tinguely, Fondation Beyeler i Riehen, Schweizerisches Architekturmuseum och Vitra Design Museum i Weil am Rhein (D). På försommaren hålls Art|Basel, ein internationell mässa för modern konst.

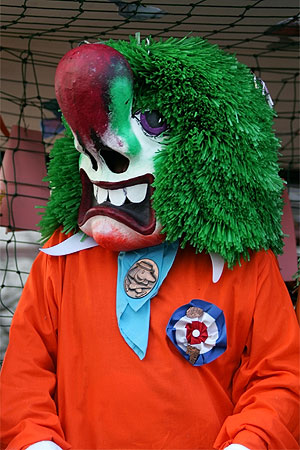
Waggis.

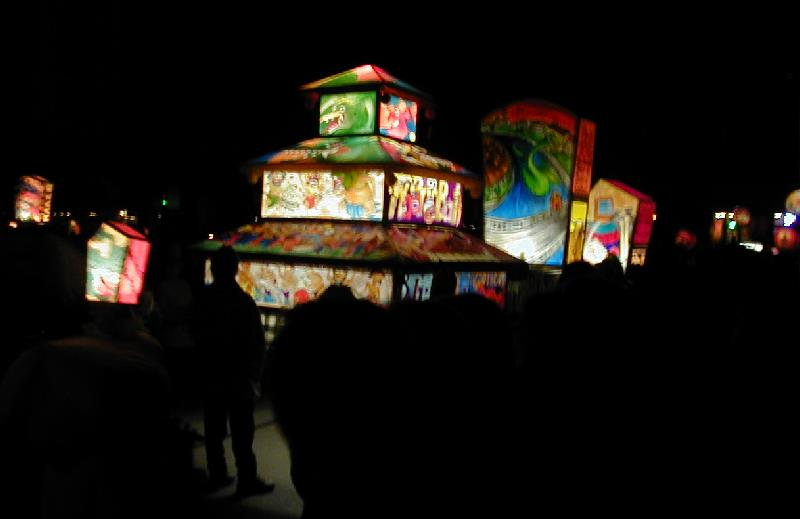
Morgestraich.

### Karneval
Den stora, välkända och strikt organiserade karnevalen, Basler Fasnacht, har karaktär av gatumusikteater. Enbart de organiserade grupperna, Clique, är utklädda. Cliquernas verksamhet finansieras genom försäljning av karnevalsplaketten, Blaggedde, ett halvdecimetermärke, finns i olika metaller från CHF 10 (koppar), 20 (silver) till 50 (guld). Märket bärs synligt och fungerar som entrébiljett till utomhusevenemangen.
Karnevalen pågår i 72 timmar och börjar måndagen efter Askonsdagen klockan 04:00 på morgonen med Morgestraich: Vid släckt gatubelysning drar cliquer belysta vagnar med aktuella motiv genom staden och spelar trummor och piccoloflöjter. Karnevalstågen, Cortège, går på måndag och onsdag eftermiddag. En vanligt förekommande gestalt är Waggis - egentligen en tänkt elsässisk bonde - som överöser åskådare utan plakett med konfetti.   

### Marknader
Basler Herbstmesse är Schweiz största årliga marknad, vars privilegier går tillbaka till år 1471.  Under två veckor vid månadsskiftet oktober/november inrättas flera nöjesfält och varuhandel i marknadsstånd.
I december anordnas en julmarknad.

### Sport
Stadens mest kända elitklubb är fotbollslaget FC Basel som dominerat Schweiziska fotbollsligan under tiden 2002 till 2017.

## Sevärdheter

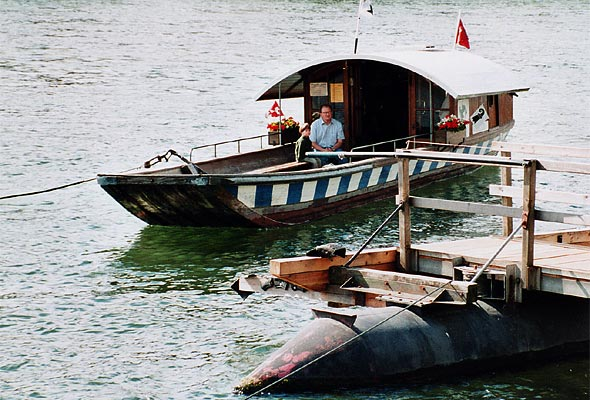
Linfärja

- Den välbevarade stadskärnan på Rhens vänstra sida, med Spalenberg, Münsterkullen och S:t Alban Tal.
- De små personlinfärjorna som drivs av Rhens strömning.
- Zolli, Basels välplanerade och centralt belägna djurpark med många exotiska djur.

## Personligheter
- Erasmus av Rotterdam, humanist
- Paracelsus, naturforskare, läkare och alkemist
- Hans Holbein d.y., målare
- Leonhard Euler, matematiker
- Nicolas Fatio de Duillier, matematiker
- Roger Federer, professionell tennisspelare
- Jacob Bernoulli, matematiker